# Émile Lasbax
Émile Lasbax, né le 8 avril 1888 à Rieumes et mort le 4 février 1965 à Saint-Amant-Tallende, était un philosophe et sociologue du début du XXe siècle.

## Biographie
Lasbax est né dans la commune de Rieumes (Haute-Garonne) au sud-ouest de la France en 1888. Il est le fils du percepteur des impôts de Laloubère. Il a fait sa thèse de doctorat sur Le Problème du mal à l'Université de Bordeaux et sa thèse complémentaire : La hiérarchie dans l'univers chez Spinoza, sous la supervision de Gaston Richard et la soutint à Lyon en 1919,. Il a enseigné aux lycées de Tarbes et Roanne jusqu'à ce qu'il ait obtenu un poste de professeur de philosophie et de sociologie à la faculté des lettres de l'Université de Clermont-Ferrand en 1925 dont il sera plus tard doyen. Il y restera jusqu'à sa retraite en 1942. Lasbax était surtout connu pour être le successeur de Gaston Richard en tant que directeur de la Revue internationale de sociologie en 1934, mais était aussi un membre correspondant de la Deutschen Gesellschaft für Soziologie (Société allemande de sociologie) et de l'Académie de sciences politiques à l'Université Columbia.
Il est fait Chevalier de la Légion d'honneur le 12 janvier 1932.
Il fut maire de Saint-Amant-Tallende de 1944 à 1959.

## La pensée
L'œuvre originale d'Émile Lasbax peut être caractérisée comme une synthèse de la métaphysique et de la sociologie. Il pensait la vie spirituelle et matérielle de la société de gestion collective comme indissociable, et a affirmé que l'histoire était développée de telle sorte que son état final donnerait véritablement une « société humaine ».

## Les influences
Dès le début, Lasbax a été fortement influencé par le travail de Théodore Ruyssen, qui était lui-même l'interprète d'Henri Bergson. Néanmoins, il en tira une grande variété de théories, qui lui permettra de développer sa propre œuvre originale. Ces penseurs incluent Baruch Spinoza, Johann Gottlieb Fichte, Auguste Comte, Georg Wilhelm Friedrich Hegel et Émile Durkheim.